# Julie Gardner
Julie Gardner (Neath, Gales, Reino Unido, 4 de junio de 1969) es una productora de televisión galesa. Su obra más destacada como productora ejecutiva fueron Doctor Who y sus shows spin-off como Torchwood y The Sarah Jane Adventures. Trabajó en Doctor Who desde 2003 hasta 2009 antes de mudarse a Los Ángeles para trabajar en BBC Worldwide. También es productora ejecutiva de la serie Merlín.

## Primeros años
Gardner nació en Neath y creció en la zona de Pont Walby de Glynneath, donde sus padres tenían una tienda local. Estudió en el Llangatwg Comprehensive y en el Neath Port Talbot College, donde fue una estudiante brillante de inglés, historia y drama con sobresaliente. Estudió inglés en el Queen Mary College, en la Universidad de Londres. Al principio trabajo como profesora en el Rhondda College, actualmente parte del Coleg Morgannwg, enseñando inglés en secundaria y en nivel avanzado, antes de que a mediados de los noventa decidiera dejarlo para trabajar en la industria de la televisión.

## Carrera
Su primer trabajo fue como secretaria de un productor en el segundo bloque de producción de la aclamada serie de BBC Two Our Friends in the North (protagonizada por Christopher Eccleston). Posteriormente, se convirtió en un lectora de guiones y luego en editora de guiones, antes de trabajar como productora en la BBC como Silent Witness y The Mrs Bradley Mysteries.
En 2000, Gardner comenzó a trabajar como productora para London Weekend Television. Allí, produjo dramas como Me and Mrs. Jones y una versión actualizada de Othello escrito por Andrew Davies y protagonizada por Eamonn Walker y Christopher Eccleston. Mientras que en LWT, Gardner comenzó a trabajar con el escritor galés Russell T Davies en el drama de época Casanova.
En 2003, Gardner regresó a la BBC como directora de dramas para la BBC Wales. La primera asignación de Gardner de la BBC Jefe de Teatro Jane Tranter fue para encabezar el renacimiento de Doctor Who. Gardner se puso inmediatamente en contacto Davies (quien había expresado previamente su interés por la escritura y la producción de Doctor Who) y comenzó a trabajar con él en lo que el programa de vuelta a las pantallas británicas. La nueva serie de Doctor Who se estrenó en marzo de 2005, con gran éxito de crítica y público.
Gardner era la representante de la BBC en la producción de la comedia romántica política The Girl in the Café (2005), escrito por Richard Curtis. Otros dramas de la red encargado por Gardner en BBC Wales incluido el trastorno de personalidad múltiple teatro May 33 (2004), el abuso de temática interna de una sola vez Dad (2005), la reconstrucción sala The Affair Chatterley (2006) y el tiempo de viaje serie policial Vida en Marte (2006-2007), producido de forma independiente por Kudos Film & Television.
Gardner y Davies también supervisaron dos Doctor Who spin-offs : Torchwood, drama de ciencia ficción transmitido por BBC Three y BBC Two y The Sarah Jane Adventures, thriller fantástico para niños transmitido por BBC One y CBBC.
En septiembre de 2006 se anunció que Gardner tendría éxito Jane Tranter como controlador general de Teatro Puesta en televisión de la BBC, tras el ascenso de Tranter a la nueva función de "Cabeza de la ficción". Sin embargo, Gardner se mantuvo en su posición en la BBC de Gales, de realizar los dos trabajos al mismo tiempo, hasta el año 2009, sus papeles en la BBC de Gales y con el doctor que luego fueron asumidas por productor Muelles Wenger. 
Gardner recibió crédito por un aumento en el drama que se realizan en País de Gales, en 2007, el escritor nacido en Cardiff Andrew Davies "... lo mejor que puede pasar al drama Welsh Ever" llamó
En marzo de 2009, se anunció que Gardner fue a unirse al equipo de Los Angeles basado en BBC Worldwide America, como productor ejecutivo a cargo de proyectos de guion.